# Dreadlocks

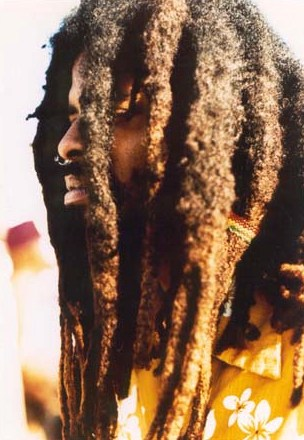
Dikke en onregelmatige natuurlijke dreadlocks

Dreadlocks of dreads zijn bundels vervilt haar. Ze kunnen op een natuurlijke wijze ontstaan, wanneer krullend haar gedurende enige tijd niet wordt gekamd. Deze dreads zijn permanent en zijn niet zomaar te verwijderen. Rastafari dragen vaak natuurlijke dreadlocks, waardoor dreadlocks ook wel rasta's of natty dread worden genoemd.
Tegenwoordig worden veel dreads ingezet bij een kapper of bij particulieren die zich daarin hebben gespecialiseerd. Dit zijn soms natuurlijke dreads, maar vaak ook synthetische, waarbij een vlechtje de kern vormt van iedere bundel haar. Synthetische dreads kunnen gemakkelijk weer uitgehaald worden, omdat het haar niet hoeft te vervilten. Soms worden deze dreads ook wel vlechtjes genoemd.
In de geschiedenis droegen de Egyptische farao's pruiken met dreadlocks en ook de Kelten hadden een traditie met dreads. De naam dreadlocks werd voor het eerst gebruikt op het Caribische eiland Jamaica, waar de Rastafaribeweging ontstond. Een van de bekendste mensen met dreadlocks was de Jamaicaan Bob Marley, die met zijn reggaemuziek de wereld veroverde. Dreadlocks worden hierdoor vaak geassocieerd met reggaemuziek.